# Melanochaeta aotearoae
Melanochaeta aotearoae är en svampart som först beskrevs av S. Hughes, och fick sitt nu gällande namn av E. Müll., Harr & Sulmont 1969. Melanochaeta aotearoae ingår i släktet Melanochaeta och familjen Chaetosphaeriaceae.   Inga underarter finns listade i Catalogue of Life.